# Дональда
Дональда (англ. Donalda) — село в Канаді, у провінції Альберта, у складі муніципального району Стеттлер № 6.

## Населення
За даними перепису 2016 року, село нараховувало 219 осіб, показавши скорочення на 15,4%, порівняно з 2011-м роком. Середня густина населення становила 221 осіб/км².
З офіційних мов обидвома одночасно не володів жоден з жителів, тільки англійською — 215. Усього 5 осіб вважали рідною мовою не одну з офіційних.
Працездатне населення становило 95 осіб (54,3% усього населення), рівень безробіття — 10,5% (21,4% серед чоловіків та 0% серед жінок). 94,7% осіб були найманими працівниками, а 0% — самозайнятими.
Середній дохід на особу становив $12 013 (медіана $12 002), при цьому для чоловіків — $12 013, а для жінок $12 013 (медіани — $12 002 та $12 002 відповідно).
14,7% мешканців мали закінчену шкільну освіту, не мали закінченої шкільної освіти — 26,5%, 58,8% мали післяшкільну освіту0.
| Статево-вікова структура населення | Статево-вікова структура населення | Статево-вікова структура населення | Статево-вікова структура населення | Статево-вікова структура населення |
| ---------------------------------- | ---------------------------------- | ---------------------------------- | ---------------------------------- | ---------------------------------- |
|                                    |                                    |                                    |                                    |                                    |
| Всього                             | Всього                             | 54,5%45,5%                         |                                    |                                    |
| 0 — 14 років                       | 0 — 14 років                       |                                    | 16,3%                              | 16,3%                              |
| 15 — 64 років                      | 15 — 64 років                      |                                    | 58,1%                              | 58,1%                              |
| 65 і більше                        | 65 і більше                        |                                    | 25,6%                              | 25,6%                              |
| Середній вік (років)               | Середній вік (років)               | 46,944,9                           | 46,0                               | 46,0                               |
| Медіана (років)                    | Медіана (років)                    | 51,551,7                           | 51,6                               | 51,6                               |
| — чоловіки — жінки                 |                                    |                                    |                                    |                                    |

| Походження мешканців:     | Походження мешканців:     | Походження мешканців: | Походження мешканців: | Походження мешканців: |
| ------------------------- | ------------------------- | --------------------- | --------------------- | --------------------- |
| Походження                |                           |                       | осіб                  | %                     |
| Корінні американці        | Корінні американці        |                       | 15                    | 7.14%                 |
| Інше північноамериканське | Інше північноамериканське |                       | 50                    | 23.81%                |
| Європейське               | Європейське               |                       | 180                   | 85.71%                |
| британське                | британське                |                       | 135                   | 64.29%                |
| французьке                | французьке                |                       | 20                    | 9.52%                 |
| українське                | українське                |                       | 55                    | 26.19%                |
| Африканське               | Африканське               |                       | 10                    | 4.76%                 |

| Зайнятість населення за галузями (за класифікацією NOC): | Зайнятість населення за галузями (за класифікацією NOC): | Зайнятість населення за галузями (за класифікацією NOC): | Зайнятість населення за галузями (за класифікацією NOC): | Зайнятість населення за галузями (за класифікацією NOC): |
| -------------------------------------------------------- | -------------------------------------------------------- | -------------------------------------------------------- | -------------------------------------------------------- | -------------------------------------------------------- |
|                                                          |                                                          |                                                          |                                                          |                                                          |
| Управління                                               | Управління                                               |                                                          | 11,1%                                                    | 11,1%                                                    |
| Бізнес, фінанси та адміністрування                       | Бізнес, фінанси та адміністрування                       |                                                          | 11,1%                                                    | 11,1%                                                    |
| Природничі та прикладні науки                            | Природничі та прикладні науки                            |                                                          | 22,2%                                                    | 22,2%                                                    |
| Охорона здоров'я                                         | Охорона здоров'я                                         |                                                          | 11,1%                                                    | 11,1%                                                    |
| Освіта, правозахист, муніципальні та урядові служби      | Освіта, правозахист, муніципальні та урядові служби      |                                                          | 11,1%                                                    | 11,1%                                                    |
| Роздрібна торгівля та послуги                            | Роздрібна торгівля та послуги                            |                                                          | 22,2%                                                    | 22,2%                                                    |
| Гуртова торгівля, транспорт та обладнання                | Гуртова торгівля, транспорт та обладнання                |                                                          | 22,2%                                                    | 22,2%                                                    |
| Природні ресурси, сільське господарство                  | Природні ресурси, сільське господарство                  |                                                          | 11,1%                                                    | 11,1%                                                    |
| Виробництво                                              | Виробництво                                              |                                                          | 11,1%                                                    | 11,1%                                                    |

## Клімат
Середня річна температура становить 2,8°C, середня максимальна – 21,6°C, а середня мінімальна – -19,6°C. Середня річна кількість опадів – 463 мм.
| Клімат поселення                              | Клімат поселення | Клімат поселення | Клімат поселення | Клімат поселення | Клімат поселення | Клімат поселення | Клімат поселення | Клімат поселення | Клімат поселення | Клімат поселення | Клімат поселення | Клімат поселення | Клімат поселення |
| Показник                                      | Січ.             | Лют.             | Бер.             | Квіт.            | Трав.            | Черв.            | Лип.             | Серп.            | Вер.             | Жовт.            | Лист.            | Груд.            |                  |
| Середній максимум, °C                         | −6,7             | −3,25            | 1,92             | 10,62            | 16,87            | 20,98            | 21,56            | 20,82            | 15,59            | 9,81             | 0,17             | −5,82            |                  |
| Середня температура, °C                       | −13,14           | −9,7             | −4,51            | 4,18             | 10,43            | 14,54            | 16,50            | 15,77            | 10,53            | 4,74             | −4,9             | −10,89           |                  |
| Середній мінімум, °C                          | −19,6            | −16,12           | −10,97           | −2,28            | 3,99             | 8,10             | 11,42            | 10,70            | 5,45             | −0,3             | −9,98            | −15,96           |                  |
| Норма опадів, мм                              | 23               | 15               | 21               | 26               | 46               | 85               | 87               | 58               | 39               | 20               | 23               | 20               |                  |
| Середньомісячна швидкість вітру, м/с          | 3.59             | 3.50             | 3.69             | 3.97             | 4.00             | 3.70             | 3.38             | 3.19             | 3.39             | 3.59             | 3.78             | 3.69             |                  |
| Середньомісячна сонячна радіація, кДж/м²·день | 3807             | 7387             | 12420            | 17450            | 20782            | 22156            | 22621            | 19063            | 13056            | 7888             | 4006             | 2798             |                  |
| --------------------------------------------- | ---------------- | ---------------- | ---------------- | ---------------- | ---------------- | ---------------- | ---------------- | ---------------- | ---------------- | ---------------- | ---------------- | ---------------- | ---------------- |
| Джерело:                                      |                  |                  |                  |                  |                  |                  |                  |                  |                  |                  |                  |                  |                  |